# Будро, Вальтер
Вальтер Будро́ (фр. Walter Boudreau) — современный канадский композитор, дирижёр и саксофонист, пишущий джазовые и классические произведения. С 1988 года художественный директор Квебекского общества современной музыки. Лауреат премии Молсона и Премии генерал-губернатора, кавалер ордена Канады, рыцарь Национального ордена Квебека.

## Биография
Вальтер Будро родился в Монреале в 1947 году. Несколько лет учился игре на пианино, затем на саксофоне; музыку начал писать самостоятельно. В 15 лет став членом джаз-группы Артура Романо, а в 19 лет сформировав собственный джаз-банд, в 20 он уже выступает с разными джазовыми коллективами на Всемирной выставке в Монреале. В 1969 году вместе с Раулем Дуге Будро создает фьюжн-группу L'Infonie (в дальнейшем преобразованную в Монреальский саксофонный квартет).
В 1968—1970 году Будро учится музыкальному анализу в университете Макгилла у Брюса Мазера, а в 1969—1973 годах в Квебекской консерватории в Монреале у Жиля Трамбле и в Монреальском университете у Сержа Гарана. В дальнейшем Будро учился в Кливленде и Дармштадте, где с ним работали Маурисио Кагель, Карлхайнц Штокхаузен, Дьёрдь Лигети, Оливье Мессиан, Янис Ксенакис и Пьер Булез. В 1973 году он завоевал первую премию на Национальном радиоконкурсе молодых композиторов CBC, а в 1982 году стал самым молодым композитором, удостоенным Приза Жюля Леже.
С 1988 года Будро является бессменным художественным директором Квебекского общества современной музыки и дирижирует его ансамблем. В рамках своей работы в Квебекском обществе современной музыки он руководил в 2000 году подготовкой грандиозного концерта Symphonie du Millénaire. Также он дирижировал оркестром Национального центра искусств. В 1990 году он получил двухгодичный контракт как штатный композитор Торонтского симфонического оркестра, а с 2009 года выполняет обязанности посла Центра канадской музыки.

## Творчество
Приз Жюля Леже в 1982 году принесла Будро композиция «Солнечная Одиссея» (фр. L'Òdysée du soleil), а приз Поля Жильсона в 1991 году — пьеса «Голгофа» на слова Рауля Дуге для синтезатора, духовых и ударных. Среди других известных работ Будро — саундтрек к фильму «Сканнеры 3: Переворот» (1991) и симфонический цикл Berliner Momente (1988—1994), а также пьесы «Жизнь героя» (фр. La vie d'un hero, 1999) для скрипки и струнного оркестра и «Путешествие» (фр. Le Voyage, 2000) для меццо-сопрано, хора и оркестра. Вместе с композиторами Мишелем-Жоржем Брежаном, Мишелем Гонневилем, Дени Гужоном, Аленом Лалондом и Джоном Ре он входил в «Группу шести», плодом коллективного творчества которой были произведения La Folia (1984) и Musique des jardins sans complexe (1987).

## Признание
- Первая премия Национального радиоконкурса молодых композиторов (1973)
- Приз Жюля Леже (1982)
- Большой приз Поля Жильсона (Париж, 1991)
- Неоднократный лауреат премии «Опус» (Квебек), композитор года в Квебеке (1998)
- Премия Молсона (2003)
- Приз Дениз Пеллетье (2004)[1]
- Кавалер ордена Канады (2013)[2]
- Рыцарь Национального ордена Квебека (2013)[3]
- Премия генерал-губернатора в области сценических искусств (2015)[4]